# هينريك بيدرسن
هنريك بيدرسن (بالدنماركية: Henrik Pedersen)‏، من مواليد 10 يونيو 1975 في كييلروب في الدنمارك، لاعب كرة قدم دنماركي.
بدأ مسيرته الكروية مع نادي سيلكبورغ في عام 1995، ولعب معهم حتى عام 2001، وشارك معهم في 122 مباراة وسجل 62 هدف، ومنذ عام 2001 وهو يلعب مع نادي بولتون واندررز الإنجليزي، وفي عام 2002 أعير إلى نادي سيلكبورغ، ولعب معهم 5 مباريات وسجل هدف واحد.
و قد لعب مع منتخب الدنمارك لكرة القدم.

## مسيرته الكروية
لعب هينريك بيدرسن خلال مسيرته الاحترافية مع 3 أندية في تسعة عشر موسمًا وسجل خلالها 107 هدف ضمن 396 مباراة. حيث فاز في موسم واحد بالكأس ولم يفز بأي دوري.
خاض هينريك بيدرسن مسيرته مع نادي سيلكيبورج في موسم 1995–96 في المرة الأولى ليلعب معه سبعة مواسم ثم في موسم 2008–09 ليلعب معه خمسة مواسم، مشاركًا طوالها في 232 مباراة سجل خلالها 81 هدفًا. ثم انتقل إلى نادي بولتون واندررز في موسم 2001–02 ليلعب معه ستة مواسم، حيث شارك في 143 مباراة سجل خلالها 22 هدفًا. لينتقل بعدها إلى نادي هال سيتي في موسم 2007–08 لمدة موسم واحد، مشاركًا في 21 مباراة سجل خلالها 4 أهداف.

## روابط خارجية
- هينريك بيدرسن على موقع الاتحاد الأوربي (الإنجليزية)
- هينريك بيدرسن على موقع قاعدة بيانات كرة القدم.إي يو (الإنجليزية)
- هينريك بيدرسن على موقع ناشيونال فوتبول تيمز (الإنجليزية)
- هينريك بيدرسن على موقع Soccerbase.com (لاعب) (الإنجليزية)
- هينريك بيدرسن على موقع عالم كرة القدم.نت (الإنجليزية)
- هينريك بيدرسن على موقع كووورة